# Herman G. B. Teule
Herman G. B. Teule (* 1948) ist ein niederländischer Orientalist.

## Leben
Er studierte Theologie, Semitische Sprachen und Religionswissenschaften an der Universität Amsterdam, der Römisch-Katholischen Theologischen Universität von Amsterdam und der KU Leuven. Gegenwärtig ist er Leiter des Instituts für Ostchristliche Studien an der Radboud-Universität Nijmegen, emeritierter Professor an der Fakultät für Philosophie, Theologie und Religionswissenschaft derselben Universität und emeritierter außerordentlicher Professor (Abteilung für Geschichte der Kirche und Theologie) an der Fakultät für Theologie und Religionswissenschaft, KU Leuven. Er war Gastprofessor an der Mahatma-Gandhi-Universität, Kottayam, und der Theologischen Fakultät der St. Tychon Universität in Moskau.
Sein Forschungsgebiet ist die Interaktion zwischen der religiösen und kulturellen Welt des nahöstlichen Christentums und des Islam, insbesondere in der Zeit der sogenannten Syrischen Renaissance (12.–14. Jahrhundert), der Einfluss der lateinischen Missionare auf die theologischen Entwicklungen der frühen chaldäischen Kirche und die modernen Entwicklungen in den heutigen Kirchen des Nahen Ostens. Er ist Konsultor des Dikasteriums für die orientalischen Kirchen in Rom und der Stiftung Pro Oriente (Wien) und Mitglied des Redaktionsrates mehrerer internationaler wissenschaftlicher Zeitschriften und Schriftenreihen auf dem Gebiet des östlichen Christentums.